# Simon Pierro

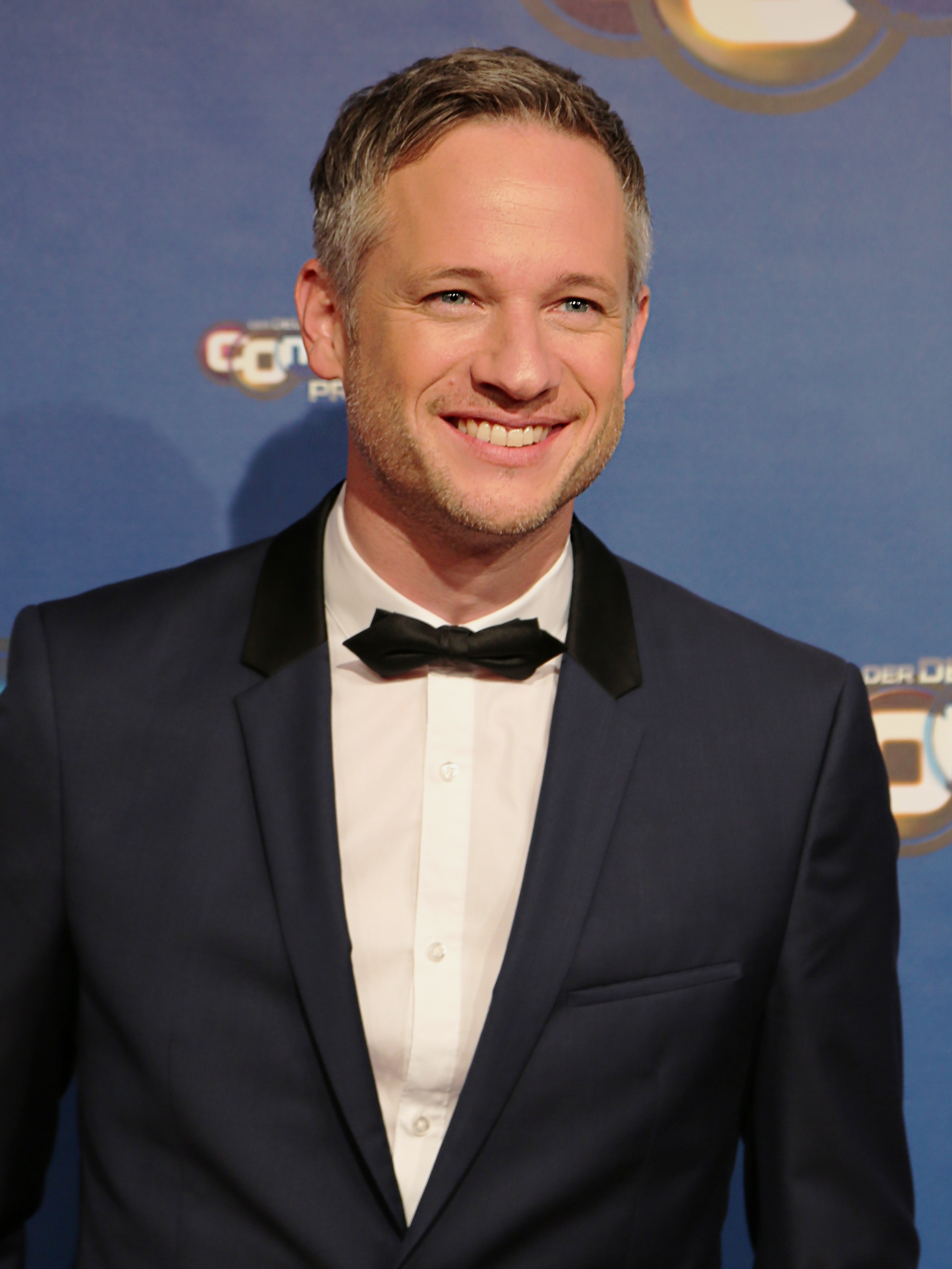
Simon Pierro, 2017

Simon Pierro (* 2. Oktober 1978 in Ettlingen) ist ein deutscher Zauberkünstler, Moderator und Vortragsredner, international bekannt als „der iPad Magier“.

## Leben
Pierro, der in Waldbronn aufwuchs und heute in München lebt, schloss nach dem Abitur in Karlsruhe ein Studium zum Wirtschaftsingenieur ab. Er entdeckte laut eigener Aussage seine Leidenschaft für die Zauberei im Alter von 15 Jahren, als er bei einem Hütchenspiel in New York City um 20 Dollar betrogen wurde und ihm daraufhin seine Schwester ein Buch über Zauber- und Kartentricks schenkte.
Pierros Präsentationen enthalten moderne Elemente der Popkultur und stehen fernab zum Klischee vom „Zauberkünstler mit Frack und Zylinder“. Seine mit Regisseur Eberhard Riese entwickelte Bühnenshow The American Dream – Vom Tellerwäscher zum Millionär brachte ihm eine Reihe von Auszeichnungen der Zauberkunst ein. 2002 wählte ihn der Magische Zirkel von Deutschland zum Magier des Jahres. Er wurde u. a. Deutscher Meister und Vize-Weltmeister der FISM. 2004 wurde ihm in Las Vegas der Siegfried & Roy Award überreicht.
Kurz nach Abschluss seines Diploms zum Wirtschaftsingenieur 2004 an der Universität Karlsruhe wurde Pierro von Frank Elstner in der Sendung „Menschen der Woche“ für das Samstagabend-Format „Verstehen Sie Spaß?“ entdeckt, in der er als magischer Lockvogel seine eigene Sparte erhielt und bis heute in über zwanzig Episoden seine Zauberstreiche spielte.
Neben weiteren TV-Auftritten für ARD, ZDF, RTL und ProSieben agiert er auch als Berater hinter der Kamera und entwickelte unter anderem eine Illusion für Heidi Klums „Germany’s Next Topmodel“.
Seit 2008 widmet er sich verstärkt der digitalen Magie, eine Kombination aus Zauberei und technischen Innovationen. Auf seinem YouTube-Kanal erreichte er mit seinen Vorführungen über 50 Millionen Zuschauer und wurde als erster deutscher Magier eingeladen, in einem Apple Store seine Kunststücke zu präsentieren.
Im Februar 2015 trat er in der US-amerikanischen Talkshow The Ellen DeGeneres Show auf. Das Video wurde über 20 Millionen Mal angeschaut.
Seit 2016 tritt er als Vortragsredner und Keynote Speaker zum Thema Digitalisierung auf.

## Fernsehauftritte (Auswahl)
- Verstehen Sie Spaß? (ARD, seit 2004, über 20 Einsätze als magischer Lockvogel)[6]
- Unglaublich (RTL, 2008)
- Galileo Mystery (Pro Sieben, 2007)
- ZDF-Fernsehgarten (ZDF, 2009–2011)
- Frank Elstner – Menschen der Woche (SWR, 2004, 2011)
- Le Plus Grand Cabaret Du Monde (France 2, 2003, 2011)
- TV Total (2014)
- Markus Lanz (2015)
- 5 gegen Jauch (2015)
- The Ellen DeGeneres Show (2015)[5]
- NBC Today Show (2015)
- Wall Street Journal Lunch Break (2015)
- RTL Late Night (2015)
- Penn & Teller: Fool Us (Netflix, 2015)
- Luke! Die Greatnightshow (2019)

## Auszeichnungen
- Deutscher Meister
- Vize-Weltmeister Kategorie Allgemeine Magie (World Championships of Magic 2003)[3]
- Coups de Coeur – Monte Carlo Magic Stars
- Goldene Ringe von Lausanne
- Magier des Jahres 2002
- Siegfried & Roy – Award
- Mandrakes d'Or – Award 2005
- Magier des Jahres 2020[7]
- Weltmeister Online Zauberkunst 2025[8]